# Spotlight (phim)
Spotlight là một bộ phim tiểu sử tội phạm năm 2015 của Mỹ, do Tom McCarthy đạo diễn và được viết bởi McCarthy và Josh Singer. Bộ phim phỏng theo vụ điều tra của nhóm "Spotlight" thuộc The Boston Globe, một tờ báo liên tục hoạt động điều tra lâu đời nhất tại Hoa Kỳ. Phim thuật lại vụ điều tra các vụ lạm dụng tình dục trẻ em phổ biến rộng rãi và mang tính hệ thống trong khu vực Boston bởi nhiều linh mục Công giáo La Mã. Phim dựa trên một loạt các câu chuyện thực của nhóm "Spotlight", đạt giải thưởng Pulitzer Dịch vụ Công cộng The Globe năm 2003. Phim có sự tham gia của Mark Ruffalo, Michael Keaton, Rachel McAdams, John Slattery, Stanley Tucci, Brian d'Arcy James, Liev Schreiber và Billy Crudup.
Spotlight ra mắt trong Liên hoan phim quốc tế Venice lần thứ 72. Phim cũng được trình chiếu tại Liên hoan phim Telluride và Liên hoan phim quốc tế Toronto 2015. Bộ phim được phát hành vào ngày 6 tháng 11 năm 2015 bởi Open Road Films. Phim giành được nhiều giải thưởng từ hiệp hội các nhà phê bình và được vinh danh là một trong những phim hay nhất của năm 2015 bởi nhiều ấn phẩm khác nhau. Phim giành được 6 đề cử giải Oscar, trong đó giành giải "Phim hay nhất" và "Kịch bản gốc xuất sắc nhất" tại giải Oscar lần thứ 88 được tổ chức vào ngày 28 tháng 2 năm 2016.

## Nội dung
Năm 2001, Báo The Boston Globe thuê một chủ bút mới, Marty Baron. Baron gặp Walter "Robby" Robinson, biên tập viên của nhóm Spotlight, một nhóm nhỏ các nhà báo viết các bài báo điều tra mà thường mất vài tháng để điều tra và xuất bản. Sau khi Baron đọc cột Quả cầu  về một luật sư, Mitchell Garabedian, người nói rằng Hồng y Law (các Tổng Giám mục Boston) biết linh mục John Geoghan đã lạm dụng tình dục trẻ em nhưng đã không làm gì để ngăn chặn anh ta, anh kêu gọi nhóm Spotlight điều tra. Nhà báo Michael Rezendes liên hệ Garabedian, người ban đầu từ chối phỏng vấn. Mặc dù anh ta đã nói không, Rezendes tiết lộ rằng anh là thành viên nhóm Spotlight, thuyết phục được Garabedian để nói chuyện.
Ban đầu tin rằng họ đang theo dõi câu chuyện của một linh mục người đã được điều chuyển một vài lần, nhóm Spotlight bắt đầu phát hiện ra một mô hình lạm dụng tình dục trẻ em của các linh mục Công giáo ở Massachusetts, và liên tục che đậy bởi các Tổng giáo Phận Công giáo La Mã Boston. Thông qua một người đàn ông đứng đầu một Mạng lưới Survivors Network của những người bị lạm dụng bởi linh mục, tổ chức quyền của nạn nhân, họ mở rộng tìm kiếm của họ đến mười ba linh mục. Họ tìm hiểu thông qua một cựu linh mục, người đã làm việc cố gắng tái hòa nhập các linh mục ấu dâm, rằng số linh mục lạm dụng khoảng chín mươi người ở Boston (chiếm 6% số linh mục). Thông qua nghiên cứu của họ, họ phát triển một danh sách tám mươi bảy cái tên, và bắt đầu tìm các nạn nhân để khẳng định những nghi ngờ của mình. Khi Vụ tấn công 11 Tháng 9 xảy ra, nhóm nghiên cứu buộc phải gạt câu chuyện sang bên. Họ lấy lại đà khi Rezendes học từ Garabedian rằng có những tài liệu có sẵn công khai xác nhận Đức Hồng y đã nhận thức được vấn đề và bỏ qua nó. Sau khi The Boston Globe thắng một kiện pháp lý để truy cập nhiều tài liệu niêm phong, đội Spotlight cuối cùng đã bắt đầu viết những câu chuyện, và kế hoạch xuất bản phát hiện của họ vào đầu năm 2002.
Khi họ chuẩn bị đăng thông tin, Robinson thú nhận với đội là ông đã được gửi một danh sách hai mươi linh mục ấu dâm vào năm 1993 trong một câu chuyện ông không bao giờ tiếp tục theo đuổi. Baron nói với Robinson và đội rằng công việc họ đang làm là quan trọng. Câu chuyện được in ra cùng với đường link thông tin dẫn đến các tài liệu vạch trần Cardinal Law, và một số điện thoại mà các nạn nhân của các linh mục ấu dâm có thể gọi tới để vạch trần các linh mục khác. Sáng hôm sau, nhóm Spotlight bị tràn ngập các cuộc gọi điện thoại từ các nạn nhân đứng ra kể những câu chuyện của họ. Bộ phim kết thúc với một danh sách các địa điểm ở Hoa Kỳ và trên toàn thế giới mà Giáo hội Công giáo đã tham gia vào che giấu sự lạm dụng của các linh mục.

## Diễn viên
- Mark Ruffalo trong vai Michael Rezendes[10][11]
- Michael Keaton trong vai Walter "Robby" Robinson[12]
- Rachel McAdams trong vai Sacha Pfeiffer[10]
- Liev Schreiber trong vai Marty Baron[12]
- John Slattery trong vai Ben Bradlee Jr.[5]
- Brian d'Arcy James trong vai Matt Carroll[13]

## Phản ứng của Giáo hội Công giáo
Trước khi cuốn phim được phát hành, hồng y Sean O'Malley của Tổng Giáo phận Boston đã ban hành một tuyên bố trên tờ báo chính thức của tổng giáo phận, nói rằng tường thuật điều tra của phương tiện truyền thông về cuộc khủng hoảng lạm dụng đã phát động một lời kêu gọi tới Giáo hội phải chịu trách nhiệm cho thất bại của mình và tự cải cách để đối phó với những gì đáng xấu hổ và bị ẩn dấu. " Theo một phát ngôn viên nhà thờ, O’Malley chưa xem phim này lúc đó nhưng dự định sẽ đi xem.
Radio Vatican, dịch vụ phát thanh chính thức của Tòa Thánh, cho cuốn phim này là "trung thực" và "hấp dẫn" và nói rằng nó đã giúp Giáo hội Công giáo Hoa Kỳ "chấp nhận hoàn toàn tội lỗi, thừa nhận công khai, và trả tất cả các hậu quả."  Luca Pellegrini, trên trang web của Đài phát thanh Vatican, đã viết rằng các phóng viên Globe "tự chính họ làm ví dụ về thiên hướng tinh khiết nhất của họ, đó là tìm kiếm sự thật, xác minh nguồn tin, và dấn thân vì lợi ích của cộng đồng và đấu tranh cho công lý. " 